# 双语周刊
《双语周刊》（英語：Common Talk Weekly）是中華人民共和國福建省廈門市的一份雙語報紙，由廈門日報主办。創刊於2002年，是中华人民共和国全国党报第一份双语专刊。

## 註
1. ↑  侨刊

## 外部連結
- 官方网站